# Златна арена за монтажу
Златна арена за монтажу је награда се која од 1980. године додељује најбољим монтажерима на Филмском фестивалу у Пули. Награде додељује оцењивачки жири од пет или шест чланова, који се обично састоји од глумаца и филмских критичара.
Церемонија додељивања награда је 1994. године отказана, јер је само један хрватски филм направљен у протеклих 12 месеци. Фестивал је и поред тога одржан, али је уобичајени такмичарски програм замењен ретроспективом анимираних филмова у продукцији Загребачке школе цртаног филма и селекцијом документараца, док је главни програм садржао премијере шест популарних америчких филмова

## Списак добитника

### За време СФРЈ (1980—1990)
| Година | Добитник                               | Филм                       |
| ------ | -------------------------------------- | -------------------------- |
| 1980.  | Вуксан Луковац                         | Светозар Марковић          |
| 1981.  | Весна Лажета                           | Високи напон               |
| 1982.  | Андрија Зафрановић                     | Краљевски воз              |
| 1983.  | Вуксан Луковац                         | Балкан експрес             |
| 1984.  | Андрија Зафрановић                     | Балкански шпијун           |
| 1985.  | Филип Робар Дорин                      | Овни ин мамути             |
| 1986.  | Андрија Зафрановић                     | Вечерња звона              |
| 1987.  | Петар Марковић                         | Хај-Фај                    |
| 1988.  | Бранка Чеперац                         | За сада без доброг наслова |
| 1989.  | Горан Терзић (награда је подељена)     | Како је пропао рокенрол    |
| 1989.  | Мустафа Прешева (награда је подељена)  | Како је пропао рокенрол    |
| 1989.  | Снежана Ивановић (награда је подељена) | Како је пропао рокенрол    |
| 1990.  | Карпо Година                           | Вештачки рај               |

### За независне Хрватске (1992—данас)
| 1991. | Фестивал је био отказан             | Фестивал је био отказан     | Фестивал је био отказан  |                         |
| 1992. | Мартин Томић                        | Каменита врата              |                          |                         |
| 1993. |                                     | Фестивал је био отказан     | Фестивал је био отказан  | Фестивал је био отказан |
| 1994. | Фестивал је био отказан.            | Фестивал је био отказан.    | Фестивал је био отказан. |                         |
| 1995. | Јосип Подворац                      | Испрани                     |                          |                         |
| 1996. | Весна Штефић                        | Препознавање                |                          |                         |
| 1997. | Бернарда Фрук (награда је подељена) | Мондо Бобо                  |                          |                         |
| 1997. | Ивана Фумић (награда је подељена)   | Мондо Бобо                  |                          |                         |
| 1998. | Марина Барац                        | Три мушкарца Мелите Жгањер  |                          |                         |
| 1999. | Јосип Подворац                      | Црвена прашина              |                          |                         |
| 2000. | Томислав Павлиц                     | Благајница хоће ићи на море |                          |                         |
| 2001. | Фестивал је био отказан             | Фестивал је био отказан     | Фестивал је био отказан  |                         |
| 2002. | Марина Барац                        | Не дао Бог већег зла        |                          |                         |
| 2003. | Јосип Подворац                      | Ту                          |                          |                         |
| 2004. | Дубравко Слуњски                    | Та дивна сплитска ноћ       |                          |                         |
| 2005. | Славен Зечевић                      | Снивај, злато моје          |                          |                         |
| 2006. | Томислав Павлиц                     | Волим те                    |                          |                         |
| 2007. | Горан Губеровић                     | Живи и мртви                |                          |                         |
| 2008. | Сандра Ботица                       | Није крај                   |                          |                         |
| 2009. | Дубравко Слуњски                    | Љубавни живот домобрана     |                          |                         |
| 2010. | Мато Илијић                         | Шума сумарум                |                          |                         |
| 2011. | Славен Зечевић                      | Коко и духови               |                          |                         |
| 2012. | Дамир Чучић (награда је подељена)   | Писмо оцу                   |                          |                         |
| 2012. | Хрвоје Мршић (награда је подељена)  | Писмо оцу                   |                          |                         |
| 2013. | Славен Зечевић                      | Шути                        |                          |                         |
| 2014. | Вељко Сегарић                       | Број 55                     |                          |                         |
| 2015. | Весна Лажета (награда је подељена)  | Имена вишње                 |                          |                         |
| 2015. | Хрвоје Мршић (награда је подељена)  | Имена вишње                 |                          |                         |
| 2016. | Томислав Павлиц                     | С оне стране                |                          |                         |
| 2017. | Хрвоје Мршић                        | Агапе                       |                          |                         |